# نادي المثنى
نادي المثنى كان مجتمعًا فاشيًا عروبيًا مؤثرًا في بغداد من حوالي العام 1935 حتى العام 1937 حيث ظل نشطًا حتى مايو 1941، عندما فشل انقلاب رشيد عالي الكيلاني المؤيد للنازية. لقد سمي النادي على اسم المثنى بن حارثة الشيباني، وهو جنرال عربي مسلم قاد قوات ساعدت في هزيمة الساسانيين الفرس في معركة القادسية. عُرف النادي فيما بعد باسم الحزب الوطني الديمقراطي، وقد تأثر بالفاشية الأوروبية وكان يسيطر عليه القوميين العرب المتطرفين الذين طبقًا لكتاب ذكريات الدولة الصادر عام 2005 «شكلوا قلب الراديكاليين الجدد لائتلاف مدني وعسكري مشترك بين العرب».

## سامي شوكت
في عام 1938، ومع نمو الفاشية في العراق، تم تعيين سامي شوكت، وهو فاشي معروف وقومي عربي، مديرًا عامًا للتربية.
قام نادي المثنى، تحت تأثير السفير الألماني فريتز غروبا بتطوير منظمة شبابية، هي الفتوة، على غرار الخطوط الفاشية الأوروبية وعلى غرار شباب هتلر، وقد تأسست عام 1939 من قبل المدير العام للتعليم العراقي آنذاك (المؤسس المشارك للمثنى) الناشط العربي سامي شوكت وكانت تحت إشرافه.
هو مشهور أيضًا بخطابه الذي ألقاه في عام 1933 بعنوان «صناعة الموت»، والذي نادى فيه بأعلى الدرجات لقبول الموت من أجل قضية الوحدة العربية، وجادل بأن الموت في السعي لتحقيق المثل العربية العليا وقبوله كانت أعلى دعوة. لقد قيل، إن طريقة شوكت (الأيديولوجية والحركة الشبابية العسكرية)، أثرت على الجيش الشعبي ومنظمات الشباب في حزب البعث، والتي ظهرت بعد ذلك بوقت طويل.

## يونس السبعاوي
كان يونس السبعاوي (الذي ترجم كتاب هتلر «مين كامبف» إلى اللغة العربية في أوائل ثلاثينيات القرن العشرين) نشطًا في نادي المثنى وفي قيادة الفتوة، ونائبًا في الحكومة العراقية، ووزيرًا للاقتصاد.
لقد طور شوكت والسبعاوي مشاعر قوية معادية لليهود (معاداة السامية)، مما أدى إلى المأساة المعروفة باللغة العربية العامية باسم الفرهود (التي تسبب بها المفتي الحسيني)، لذلك، هاجمت مجموعة من الغوغاء بقيادة أعضاء نادي المثنى ومنظمة الشباب الجالية اليهودية في بغداد في 1 و2 يونيو 1941، مما أدى إلى مقتل وجرح العديد من اليهود. خطط يونس السبعاوي لذبح عدد أكبر من اليهود ولكن تم تجنب هذا بسبب ترحيله.